# 費爾蘭 (馬里蘭州)
費爾蘭（英語：Fairland）是位於美國馬里蘭州蒙哥馬利縣的一個普查規定居民點。

## 人口
根據2020年美國人口普查的數據，費爾蘭的面積為12.90平方千米，當中陸地面積為12.86平方千米，而水域面積為0.04平方千米。當地共有人口25396人，而人口密度為每平方千米1,968.68人。